# Latineosus cibola
Latineosus cibola is een haft uit de familie Caenidae. De wetenschappelijke naam van de soort is voor het eerst geldig gepubliceerd in 2008 door Sun & McCafferty.
De soort komt voor in het Nearctisch gebied.